# کرک لنگلی
کرک لنگلی (به انگلیسی: Kirk Langley) یک روستا و محله مدنی در بریتانیا است که در دره امبر واقع شده‌است. کرک لنگلی ۶۸۶ نفر جمعیت دارد.